# Temporada da NHL de 2004–05
A temporada da NHL de 2004–05 foi a 88.ª  temporada de operação da National Hockey League (NHL). O calendário inteiro de 1.230 partidas, que deveria ter sido iniciado em outubro, foi cancelado oficialmente em 16 de fevereiro de 2005 devido a um Lockout não resolvido que começou em 16 de setembro de 2004. A perda dos jogos fez da NHL a primeira liga de esportes profissionais da América do Norte a perder uma temporada inteira por conta de disputas trabalhistas. Também foi a primeira vez que a Copa Stanley não foi entregue desde 1919, quando uma pandemia de Gripe espanhola cancelou o campeonato. Esta temporada cancelada foi posteriormente conhecida com as palavras "Temporada 2004-05 Não Disputada" gravadas na Copa.
De acordo com a Federação Internacional de Hóquei no Gelo, 388 jogadores da NHL estavam em times da Europa em algum ponto durante a temporada, espalhados em 19 ligas europeias. Muitos desses jogadores tinham uma cláusula contratual para retornar à NHL quando a liga retornasse, mesmo se durante a temporada corrente.
Mudanças-chave nas regras, que perdurariam após o fim do lockout, foram estabelecidas após um acordo entre a NHL e sua principal liga menor, a American Hockey League. Em 5 de julho de 2004, a AHL anunciou publicamente as mudanças de regras de 2004–05, muitas das quais ocorreram por conta da recomendação da NHL de experimentação.

## Mudanças experimentais nas regras
No encontro do Quadro de Governadores da AHL em junho de 2004 em Hilton Head Island, o Quadro, em acordo com a NHL, concordou em adotar novas regras para a temporada.
- Em caso de um empate se manter após o fim da prorrogação nos jogos da temporada regular, haveria uma disputa de shootout com cinco chances para cada time na AHL e três para cada na NHL, e se o empate perdurasse, o shootout continuaria com morte súbita. O shootout seria similar ao que é usado na maioria das ligas menores que adotaram a regra, como a ECHL. Quando a NHL voltou a ser jogada, shootouts foram cortados para três por cada time.

- A regra do "tag-up offside", que foi eliminada em 1996, voltou em 2004–05.  Um jogador do ataque é considerado impedido se entra na zona ofensiva antes do puck fazê-lo
  - Entre 1996 e 2004, se um jogador estava impedido, a jogada continuaria apenas se os jogadores de ataque saíssem da zona ofensiva e permitissem que o time defensiva levasse o disco para fora da zona.[7][8]
  - A regra do tag-up offside permite que a jogada continue se todos os jogadores impedidos estiverem fora da zona ofensiva simultaneamente por tocar a linha azul  (e ficar lá) antes de tocarem no puck ou ficarem envolvidos na jogada.[7]

- Os protetores de perna dos goleiros foram reduzidos em tamanho de 12 polegadas (30 cm) para 11 polegadas (27,5 cm). Esta regra foi adiada por uma temporada, mas na volta da NHL, as regras dos protetores de pernas já estavam valendo. Todavia, a proposta original era de diminuí-los para 10 polegadas (25 cm).[9]

- O icing automático sem toque, como praticado em outras ligas menores como a ECHL (como em ligas europeias como a Elitserien), foi estabelecido. Uma infração de icing era chamada imediatamente quando o puck cruzava a linha do gol.[6] Esta regra não continuou para a temporada seguinte da AHL ou NHL.[9]

- As linhas azuis e vermelhas foram dobradas em largura, de 12 polegadas (31 cm) para 24 polegadas (62 cm). Isto ampliou o espaço da zona neutra entre as linhas azuis. Os passes continuariam permitidos do lado defensivo da linha azul para o ofensivo da linha vermelha.[6]

- As linhas do gol foram movidas dois pés mais perto do limite da quadra, de 13 para 11 pés. As linhas azuis foram movidas para manter uma zona de ataque de 60 pés em um rink de 200 pés.[6]

- Durante as primeiras sete semanas da temporada 2004–05 da AHL, uma regra experimental colocou uma nova zona de formato trapezoide diretamente atrás da rede, restringindo a área onde o goleiro poderia ficar com o disco atrás da rede.[6] Esta regra foi aprovada permanentemente após o período de testes.[9]

Esta mudança de regras em conjunto fez com que houvesse diminuição de 10 a 15 minutos por jogo, aumentando a qualidade do jogo por haver menos tempo parado.

## Controvérsia da Copa Stanley
Como resultado do lockout, nenhum campeão da Copa Stanley foi coroado pela primeira vez desde a pandemia de gripe em 1919. Isto ficou controverso entre muitos torcedores, que questionaram se a NHL tinha controle exclusivo sobre a Copa. Um site conhecido como freestanley.com (agora fechado) foi lançado, pedindo aos torcedores que escrevessem aos administradores da Copa e os fizessem voltá-la ao formato original. Adrienne Clarkson, então governador-geral do Canadá, propôs de forma alternativa que a Copa fosse entregue ao melhor time de hóquei feminino no lugar na temporada da NHL. Esta ideia foi tão impopular que a Copa Clarkson foi criada no lugar. Enquanto isso,um grupo em Ontario, também conhecido como "Wednesday Nighters", iniciou um processo na Corte Superior de Ontario, alegando que os administradores da Copa haviam ultrapassado seus limites ao assinarem o acordo de 1947 com a NHL, portanto o troféu deveria ficar de fora do lockout.
Em 7 de fevereiro de 2006, um acordo foi atingido, segundo o qual o troféu poderia ser entregue a times de fora da liga se a liga não operasse por uma temporada. A disputa durou tanto que, quando foi findada, a NHL já havia voltado a operar na temporada 2005–06,e a Copa Stanley ficou sem dono na temporada 2004-05.